# マルセリーナ
マルセリーナ（英:Marcellina、2008年2月17日 - ）は日本の競走馬。主な勝ち鞍は2011年の桜花賞、2013年のマーメイドステークス。ディープインパクト初年度産駒の一頭で、産駒として初めてのGI競走勝利を達成した。
馬名の由来は、「女性の名前」。

## 経歴

### デビュー前
2008年2月17日、北海道千歳市の社台ファームにて生産、育成牧場時には「動きの良さだけでなく、自分の尻尾をかじれるほどに体の柔らかい馬」と評価されていた。社台レースホースが所有し、一口100万円を全40口、総額4,000万円で募集された。社台サラブレッドクラブの募集馬カタログによると、「肩回り、臀部の筋肉は一歩踏み出すたびにその良質さが手に取るようにわかるほど柔軟」「馬体のレベルがかなり高い」「バネを聞かせた歩様から父譲りの瞬発力を秘める」との売り文句が附された。
当初は夏のデビューを目標とし、2010年7月24日、札幌競馬場に滞在していたが、調教中にキャンターの止め際にぬかるんだ馬場に脚をとられてつまずき、両膝を地面に打ち付けた。診断の結果、3か月の見舞金、175万円が付与されるほどの重傷を負い、一時は競走馬になることすら危ぶまれた。治療を受け、休養に入ったため、大幅にデビューが遅れることとなった。

### 競走馬時代

#### 2歳
2010年12月11日、阪神競馬場の新馬戦（芝1600m）に安藤勝己を背にデビュー、単勝1.4倍の1番人気に応えて勝利を挙げる。

#### 3歳
1戦1勝の身ながら、シンザン記念（GIII）に出走し、レッドデイヴィス、オルフェーヴルらに離された3着と牝馬では最先着。続いて出走した2月5日のエルフィンステークス（OP）では2番人気に推され、1番人気のノーブルジュエリーを差し切って勝利した。レース後陣営は、デビューから続けて馬体重が減少していることを理由に桜花賞までの期間を調整に当てることを決めた。
当初、2011年のクラシック戦線は前年の阪神ジュベナイルフィリーズ（GI）と同年のチューリップ賞（GIII）を制した同厩のレーヴディソールが本命と評価されていたが、骨折のため桜花賞への出走が不可能となり、混戦模様となった。迎えた4月10日の桜花賞（GI）ではホエールキャプチャに次ぐ単勝3.8倍の2番人気に推される。レースでは、序盤に外側の馬に寄られて内側へ閉じ込められたことにより位置を下げざるを得ず、安藤が「自分のミスだったが馬の力で勝てた」というくらい後方からの競馬となったものの、直線に入ると狭い進路を割って突き抜け、ホエールキャプチャに4分の3馬身差をつけて優勝した。優駿牝馬（オークス）では1番人気に推され、レースではいつもどおり後方で待機し直線で大外から追い上げてきたが、エリンコートの4着に終わった。
秋はローズステークス（GII）から始動。福永祐一と新たにコンビを組んだが折り合いを欠いて6着。秋華賞（GI）では後方で脚を溜めたが直線で伸びず7着に終わった。同レース終了後の10月20日、調教師の松田博資はクリストフ・ルメールとの新コンビでマイルチャンピオンシップに向かうことを表明したが、クリストフ・ルメールはサプレザに騎乗することから、10月27日には安藤勝己との再コンビでマイルチャンピオンシップに向かうことが社台サラブレッドクラブのホームページで発表された。その後マイルチャンピオンシップ（GI）、次走の阪神カップ（GII）ともに後方から追い上げるが、それぞれ6着、4着に終わった。

#### 4歳

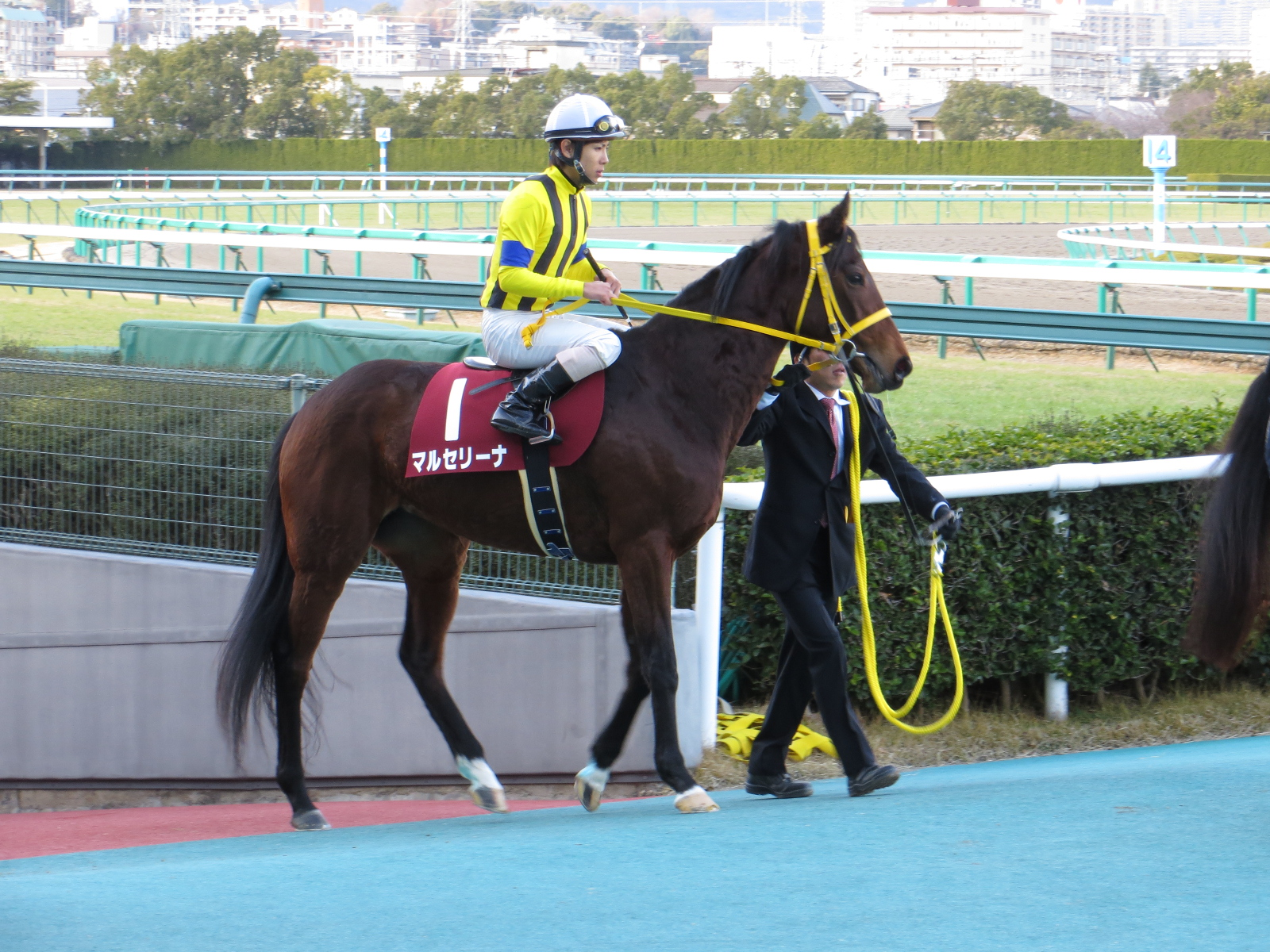
阪神カップ（GII）（鞍上:北村友一）

2012年は阪神牝馬ステークス（GII）から始動、レースでは中団7・8番手からレースを進め直線で外から猛追するが、逃げるクィーンズバーンを捉えきれず2着となった。ヴィクトリアマイル（GI）ではそれまでGIを2勝中と好調で騎乗予定だった岩田康誠が騎乗停止になったため急遽田辺裕信に乗り替わった。後方で待機し直線追い上げてきたがホエールキャプチャの3着となった。6月3日の安田記念（GI）では疲労も回復せず見せ場なく17着に終わった。休養挟んだ府中牝馬ステークス（GII）は上がり最速で追い上げるも最重量の斤量が影響し5着、マイルチャンピオンシップも途中まで前がつまる展開のため最後の直線で後方からメンバー最速の上がりで追い込むも11着に敗れる。12月24日の阪神カップでは直前の朝日杯フューチュリティステークス（GI）をロゴタイプで勝利し、好調のミルコ・デムーロが騎乗予定であったが尿管結石を発症したため、急遽北村友一に乗り替わり、レースでは後方から追い上げるも直線で前方が空かず12着に敗れた。

#### 5歳

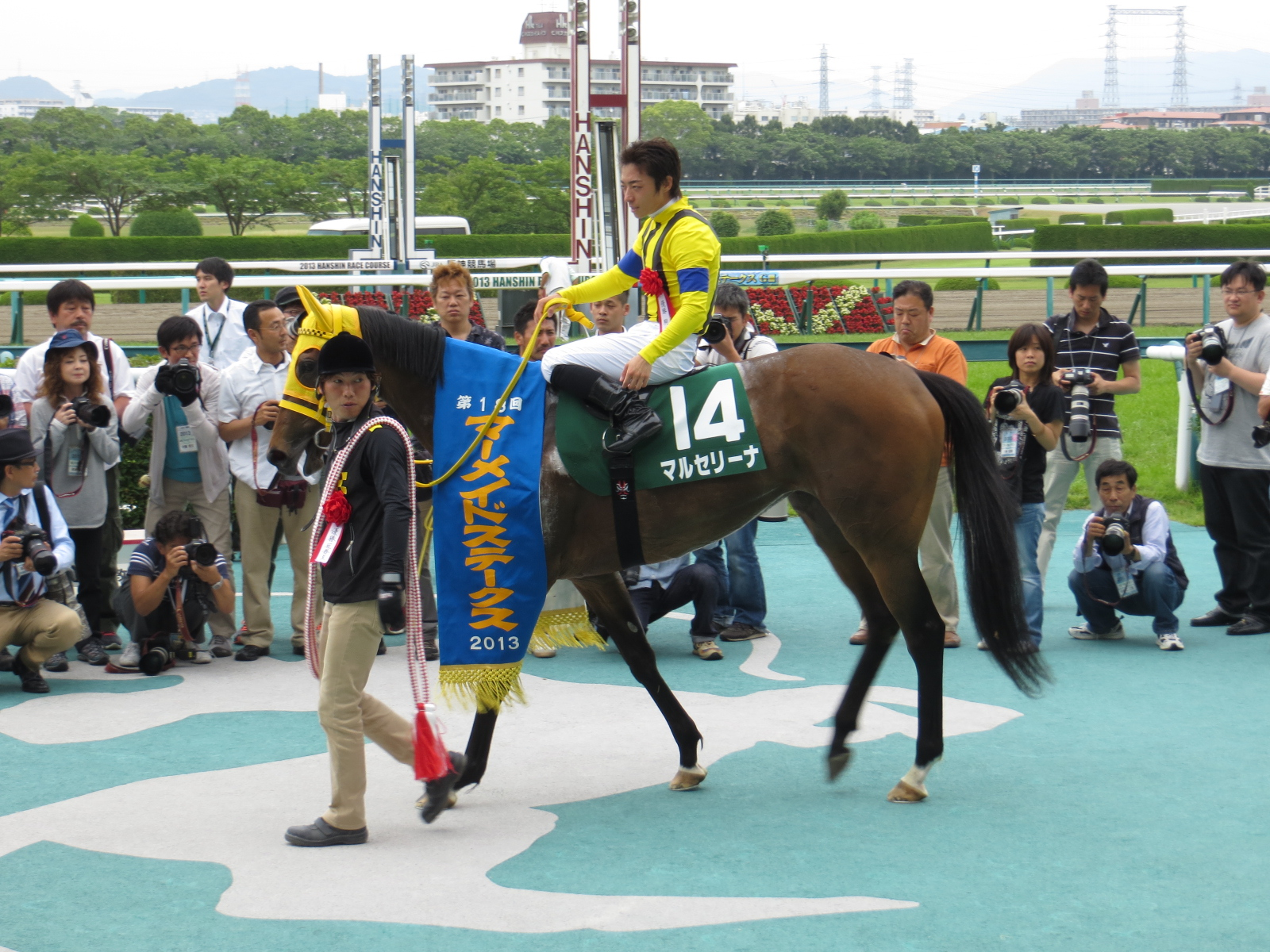
マーメイドステークス（鞍上:川田将雅）

4月の阪神牝馬ステークスに出走するも6着に敗れ、ヴィクトリアマイルや京王杯スプリングカップに登録するも賞金不足で除外。その後東京のメイステークスに出走し、最後追い上げるも6着に敗れた。そしてマーメイドステークスは道中中団追走から最後は逃げるアグネスワルツを差し切って桜花賞以来約2年2ヶ月ぶりに優勝、重賞2勝目となった。その後は惨敗が続き、11月10日のエリザベス女王杯で15着となったのを最後に、11月14日付でJRAの競走馬登録を抹消、引退することとなった。引退後は、北海道千歳市の社台ファームで繁殖牝馬となる。

## 競走成績
以下の内容は、netkeiba.comの情報に基づく。
| 競走日     | 競馬場 | 競走名             | 格   | 距離（馬場）  | 頭 数 | 枠 番 | 馬 番 | オッズ （人気） | 着順 | タイム （上がり3F） | 着差 | 騎手       | 斤量 [kg] | 1着馬（2着馬）         |
| ---------- | ------ | ------------------ | ---- | ------------- | ----- | ----- | ----- | --------------- | ---- | ------------------- | ---- | ---------- | --------- | ---------------------- |
| 2010.12.11 | 阪神   | 2歳新馬            |      | 芝1600m（良） | 10    | 7     | 8     | 01.4（01人）    | 01着 | 1:36.8 （33.9）     | -0.2 | 安藤勝己   | 54        | （アイアムアクトレス） |
| 2011.01.09 | 京都   | シンザン記念       | GIII | 芝1600m（良） | 16    | 2     | 4     | 15.6（06人）    | 03着 | 1:34.3 （33.9）     | -0.3 | 安藤勝己   | 54        | レッドデイヴィス       |
| 0000.02.05 | 京都   | エルフィンS        | OP   | 芝1600m（良） | 11    | 5     | 5     | 02.8（02人）    | 01着 | 1:34.4 （34.2）     | -0.2 | 安藤勝己   | 54        | （ノーブルジュエリー） |
| 0000.04.10 | 阪神   | 桜花賞             | GI   | 芝1600m（良） | 18    | 4     | 8     | 03.8（02人）    | 01着 | 1:33.9 （34.3）     | -0.1 | 安藤勝己   | 54        | （ホエールキャプチャ） |
| 0000.05.22 | 東京   | 優駿牝馬           | GI   | 芝2400m（良） | 18    | 5     | 9     | 02.2（01人）    | 04着 | 2:26.1 （34.3）     | -0.4 | 安藤勝己   | 55        | エリンコート           |
| 0000.09.18 | 阪神   | ローズS            | GII  | 芝1800m（良） | 14    | 6     | 9     | 03.5（02人）    | 06着 | 1:48.5 （34.3）     | -0.4 | 福永祐一   | 54        | ホエールキャプチャ     |
| 0000.10.16 | 京都   | 秋華賞             | GI   | 芝2000m（稍） | 18    | 8     | 18    | 08.3（03人）    | 07着 | 1:59.0 （34.6）     | -0.8 | 福永祐一   | 55        | アヴェンチュラ         |
| 0000.11.20 | 京都   | マイルCS           | GI   | 芝1600m（稍） | 18    | 5     | 9     | 20.9（09人）    | 06着 | 1:34.3 （34.6）     | -0.4 | 安藤勝己   | 54        | エイシンアポロン       |
| 0000.12.17 | 阪神   | 阪神C              | GII  | 芝1400m（良） | 18    | 6     | 11    | 06.6（03人）    | 04着 | 1:20.9 （34.7）     | -0.4 | C.ルメール | 54        | サンカルロ             |
| 2012.04.07 | 阪神   | 阪神牝馬S          | GII  | 芝1400m（良） | 17    | 5     | 10    | 04.6（02人）    | 02着 | 1:21.9 （34.6）     | -0.0 | M.デムーロ | 56        | クィーンズバーン       |
| 0000.05.13 | 東京   | ヴィクトリアマイル | GI   | 芝1600m（良） | 18    | 1     | 1     | 06.8（03人）    | 03着 | 1:32.7 （33.5）     | -0.3 | 田辺裕信   | 55        | ホエールキャプチャ     |
| 0000.06.03 | 東京   | 安田記念           | GI   | 芝1600m（良） | 18    | 8     | 17    | 19.1（11人）    | 17着 | 1:33.1 （35.5）     | -1.8 | 田辺裕信   | 56        | ストロングリターン     |
| 0000.10.13 | 東京   | 府中牝馬S          | GII  | 芝1800m（良） | 17    | 3     | 6     | 08.5（03人）    | 05着 | 1:45.9 （32.9）     | -0.4 | 岩田康誠   | 55        | マイネイサベル         |
| 0000.11.18 | 京都   | マイルCS           | GI   | 芝1600m（稍） | 18    | 8     | 16    | 16.6（08人）    | 11着 | 1:33.7 （34.0）     | -0.8 | M.デムーロ | 55        | サダムパテック         |
| 0000.12.22 | 阪神   | 阪神C              | GII  | 芝1400m（良） | 18    | 1     | 1     | 22.9（11人）    | 12着 | 1:21.7 （34.7）     | -0.7 | 北村友一   | 55        | サンカルロ             |
| 2013.04.06 | 阪神   | 阪神牝馬S          | GII  | 芝1400m（良） | 16    | 1     | 2     | 24.2（09人）    | 06着 | 1:21.8 （34.0）     | -0.4 | 川田将雅   | 55        | サウンドオブハート     |
| 0000.05.18 | 東京   | メイS              | OP   | 芝1800m（良） | 18    | 8     | 17    | 08.7（04人）    | 06着 | 1:45.7（33.3）      | -0.5 | 吉田豊     | 55        | タムロスカイ           |
| 0000.06.09 | 阪神   | マーメイドS        | GIII | 芝2000m（良） | 14    | 8     | 14    | 12.4（07人）    | 01着 | 1:59.4（34.5）      | -0.1 | 川田将雅   | 56        | （アグネスワルツ）     |
| 0000.07.28 | 函館   | クイーンS          | GIII | 芝1800m（良） | 8     | 7     | 7     | 03.2（02人）    | 04着 | 1:49.7（36.9）      | -0.3 | 川田将雅   | 56        | アイムユアーズ         |
| 0000.08.18 | 函館   | 札幌記念           | GII  | 芝2000m（重） | 16    | 3     | 6     | 51.5（12人）    | 09着 | 2:10.7（41.8）      | -4.2 | 川田将雅   | 55        | トウケイヘイロー       |
| 0000.10.14 | 東京   | 府中牝馬S          | GII  | 芝1800m（良） | 13    | 2     | 2     | 15.1（08人）    | 07着 | 1:49.1（32.6）      | -0.3 | 川田将雅   | 55        | ホエールキャプチャ     |
| 0000.11.10 | 京都   | エリザベス女王杯   | GI   | 芝2200m（重） | 18    | 4     | 8     | 32.1（12人）    | 15着 | 2:17.5（34.3）      | -0.9 | M.デムーロ | 56        | メイショウマンボ       |

## 繁殖成績
2番仔のラストドラフト（父:ノヴェリスト）が2019年の京成杯（GIII）を、3番仔のヒートオンビート（父:キングカメハメハ）が2023年の目黒記念（GII）を制している。
|       | 生年   | 馬名               | 性       | 毛色   | 父                       | 馬主                   | 管理調教師                                                 | 戦績            | 主な勝ち鞍             | 出典   |
| ----- | ------ | ------------------ | -------- | ------ | ------------------------ | ---------------------- | ---------------------------------------------------------- | --------------- | ---------------------- | ------ |
| 初仔  | 2015年 | マルセリーナの2015 | 牝       | 鹿毛   | ノヴェリスト             |                        |                                                            | (不出走）       |                        | [ 32 ] |
| 2番仔 | 2016年 | ラストドラフト     | 牡       | 黒鹿毛 | ノヴェリスト             | （有）社台レースホース | 美浦・戸田博文                                             | 26戦3勝（引退） | 2019年:京成杯（GIII）  | [ 34 ] |
| 3番仔 | 2017年 | ヒートオンビート   | 牡 →セン | 鹿毛   | キングカメハメハ         | （有）社台レースホース | 栗東・松田国英 →栗東・友道康夫 →美浦・青木孝文             | 32戦6勝（現役） | 2023年:目黒記念（GII） | [ 35 ] |
| 4番仔 | 2018年 | （生後直死）       | 牡       | 黒鹿毛 | モーリス                 |                        |                                                            |                 |                        |        |
| 5番仔 | 2019年 | フェニックスループ | 牡       | 黒鹿毛 | キングカメハメハ         | （有）社台レースホース | 栗東・平田修 →北海道・小野望 →大井・蛯名雄太 →栗東・平田修 | 26戦2勝（引退） |                        | [ 36 ] |
| 6番仔 | 2020年 | シュタールヴィント | 牡       | 鹿毛   | ロードカナロア           | （有）社台レースホース | 栗東・矢作芳人                                             | 22戦3勝(現役)   |                        | [ 37 ] |
|       | 2021年 | （不受胎）         |          |        | ブリックスアンドモルタル |                        |                                                            |                 |                        |        |
| 7番仔 | 2022年 | モルビド           | 牝       | 鹿毛   | ブリックスアンドモルタル | （有）社台レースホース | 栗東・中内田充正                                           | 1戦0勝（現役）  |                        | [ 38 ] |
| 8番仔 | 2023年 | マルセリーナの2023 | 牡       | 鹿毛   | サートゥルナーリア       | （有）社台レースホース |                                                            | （デビュー前）  |                        | [ 39 ] |

- 2025年4月18日現在[40]

## 血統表
| マルセリーナの血統                           | マルセリーナの血統                                                  | マルセリーナの血統            | （血統表の出典）     | （血統表の出典）  |
| 父系                                         | サンデーサイレンス系                                                | サンデーサイレンス系          | サンデーサイレンス系 | [ § 2 ]           |
| 父 ディープインパクト 2002 鹿毛 北海道早来町 | 父の父*サンデーサイレンス Sunday Silence 1986 青鹿毛 アメリカ       | Halo                          | Hail to Reason       | Hail to Reason    |
| 父 ディープインパクト 2002 鹿毛 北海道早来町 | 父の父*サンデーサイレンス Sunday Silence 1986 青鹿毛 アメリカ       | Halo                          | Cosmah               |                   |
| 父 ディープインパクト 2002 鹿毛 北海道早来町 | 父の父*サンデーサイレンス Sunday Silence 1986 青鹿毛 アメリカ       | Wishing Well                  | Understanding        | Understanding     |
| 父 ディープインパクト 2002 鹿毛 北海道早来町 | 父の父*サンデーサイレンス Sunday Silence 1986 青鹿毛 アメリカ       | Wishing Well                  | Mountain Flower      |                   |
| 父 ディープインパクト 2002 鹿毛 北海道早来町 | 父の母*ウインドインハーヘア Wind in Her Hair 1991 鹿毛 アイルランド | Alzao                         | Lyphard              | Lyphard           |
| 父 ディープインパクト 2002 鹿毛 北海道早来町 | 父の母*ウインドインハーヘア Wind in Her Hair 1991 鹿毛 アイルランド | Alzao                         | Lady Rebecca         |                   |
| 父 ディープインパクト 2002 鹿毛 北海道早来町 | 父の母*ウインドインハーヘア Wind in Her Hair 1991 鹿毛 アイルランド | Burghclere                    | Busted               | Busted            |
| 父 ディープインパクト 2002 鹿毛 北海道早来町 | 父の母*ウインドインハーヘア Wind in Her Hair 1991 鹿毛 アイルランド | Burghclere                    | Highclere            |                   |
| 母 *マルバイユ Marbye 2000 鹿毛 アイルランド | 母の父Marju 1988 黒鹿毛 アイルランド                                | *ラストタイクーン Last Tycoon | *トライマイベスト    | *トライマイベスト |
| 母 *マルバイユ Marbye 2000 鹿毛 アイルランド | 母の父Marju 1988 黒鹿毛 アイルランド                                | *ラストタイクーン Last Tycoon | Mill Princess        |                   |
| 母 *マルバイユ Marbye 2000 鹿毛 アイルランド | 母の父Marju 1988 黒鹿毛 アイルランド                                | Flame of Tara                 | *アーテイアス        | *アーテイアス     |
| 母 *マルバイユ Marbye 2000 鹿毛 アイルランド | 母の父Marju 1988 黒鹿毛 アイルランド                                | Flame of Tara                 | Welsh Flame          |                   |
| 母 *マルバイユ Marbye 2000 鹿毛 アイルランド | 母の母Hambye 1994 鹿毛 イギリス                                     | Distant Relative              | Habitat              | Habitat           |
| 母 *マルバイユ Marbye 2000 鹿毛 アイルランド | 母の母Hambye 1994 鹿毛 イギリス                                     | Distant Relative              | Royal Sister         |                   |
| 母 *マルバイユ Marbye 2000 鹿毛 アイルランド | 母の母Hambye 1994 鹿毛 イギリス                                     | Paglietta Gener               | Final Straw          | Final Straw       |
| 母 *マルバイユ Marbye 2000 鹿毛 アイルランド | 母の母Hambye 1994 鹿毛 イギリス                                     | Paglietta Gener               | Miss Puddleduck      |                   |
| 母系(F-No.)                                  | (FN:9-f)                                                            | (FN:9-f)                      | (FN:9-f)             | [ § 3 ]           |
| 5代内の近親交配                              | Nothern Dancer 5×5                                                  | Nothern Dancer 5×5            | Nothern Dancer 5×5   | [ § 4 ]           |
| 出典                                         | 1. 2. 3. 4.                                                         | 1. 2. 3. 4.                   | 1. 2. 3. 4.          | 1. 2. 3. 4.       |

- 半弟に2012年スプリングステークスなど重賞3勝のグランデッツァ。
- 半姉ジターナの孫に2025年京成杯勝ち馬のニシノエージェント。
- 母マルバイユはフランスG1アスタルテ賞など重賞3勝。
- 母の父Marjuはセントジェームスパレスステークス勝ち馬でイギリスダービー2着。イギリス牝馬クラシック二冠馬でアイリッシュダービーも勝った名牝Salsabilの半弟でもある。代表産駒はイギリス・アイルランドマイルG1を5勝の2004年度カルティエ賞最優秀古馬Soviet Song、2016年の香港ヴァーズ、2017年の宝塚記念勝ち馬サトノクラウンなどで、牝馬に活躍馬が多い。母の父としては本馬のほかにイギリス・アイルランドのマイルG1を5勝したCanford Cliffsなどを出している。